# Saunemin
Saunemin es una villa ubicada en el condado de Livingston en el estado estadounidense de Illinois. En el Censo de 2010 tenía una población de 420 habitantes y una densidad poblacional de 640,96 personas por km².

## Geografía
Saunemin se encuentra ubicada en las coordenadas 40°53′32″N 88°24′22″O / 40.89222, -88.40611. Según la Oficina del Censo de los Estados Unidos, Saunemin tiene una superficie total de 0.66 km², de la cual 0.66 km² corresponden a tierra firme y (0%) 0 km² es agua.

## Demografía
Según el censo de 2010, había 420 personas residiendo en Saunemin. La densidad de población era de 640,96 hab./km². De los 420 habitantes, Saunemin estaba compuesto por el 97.38% blancos, el 0.24% eran afroamericanos, el 0.48% eran amerindios, el 0.24% eran asiáticos, el 0% eran isleños del Pacífico, el 0.95% eran de otras razas y el 0.71% pertenecían a dos o más razas. Del total de la población el 2.86% eran hispanos o latinos de cualquier raza.